# 茨城県立伊奈高等学校
茨城県立伊奈高等学校（いばらきけんりつ いなこうとうがっこう）は、茨城県つくばみらい市福田に所在する公立の高等学校。

## 設置学科
- 普通科

## 概要
通称は「伊奈高」（いなこう）。1986年（昭和61年）に筑波郡伊奈町（現:つくばみらい市）福田711番地に設立された。学校名は当時の自治体名｢伊奈｣から採られ、周囲は緑豊かな田園地帯となっている。

## 進路
- 在校生の半分以上が大学・短期大学・専門学校等への進学を希望し、茨城大学をはじめとした国公立大学へも毎年数名進学している。なお、平成29年度の大学進学率は51.5%と約半数である。

## 著名な出身者
- 太田芳文（ハンドボール選手）
- 松信亮平（ハンドボール選手）
- 浦和克行（ハンドボール選手）
- 地引貴志（ハンドボール選手）
- 熊谷孟（ハンドボール選手）
- 西村渉（ピザ愛好団体代表）
- 山崎法子（声楽家）

## 不祥事
2007年（平成19年）3月
ハンドボール部の合宿中、女子生徒が49歳男性顧問に腰を強く蹴られ、全治10日の怪我を負った（蹴った理由は「動きが悪い」というもの）。女子生徒は、この後外傷性ショックで不登校となり、自主退学に追い込まれて、通信制高校へ編入している。
茨城県教育委員会は顧問の男性教師に対し文書訓告処分のみで、公表していなかった（同年10月中旬に復帰）。
同年7月
バドミントン部の合宿中、花火を女子生徒に向けて発射させて遊んでいた顧問教師と同部OBたちに、抗議した女子生徒を逆に正座させて、顧問が蹴るなどの暴行を加えていた。このうち、顔面を蹴られた女子生徒は1ヶ月の重傷となっている（同年10月に判明）。顧問の男性教師は、同年10月25日に1年間の停職処分を受けた（後に依願退職）。
当時、顧問は校内であるにもかかわらず飲酒していた。また、部員に指示し「女子生徒の負傷は、自ら転んだもの」と言わせていた。

## 交通
- 首都圏新都市鉄道つくばエクスプレス守谷駅及び関東鉄道常総線南守谷駅（駅北の銚子街道沿いにある｢南守谷駅入口｣停留所）よりバス、「農協前」下車、徒歩約5分。
- JR常磐線取手駅よりバス、「伊奈高校前」下車。または「農協前」下車、徒歩約5分。

- 首都圏新都市鉄道つくばエクスプレスみらい平駅より
- つくばみらい市コミュニティバス｢みらい号｣南ルート｢伊奈高校前｣下車前。